# Якимівка (Вінницький район)
Яки́мівка — село в Україні, в Оратівській селищній громаді Вінницького району Вінницької області. Розташоване на обох берегах річки Роська (притока Росі) за 14 км на північ від смт Оратів. Через село проходить автошлях Р17. Населення становить 1 145 осіб (станом на 1 січня 2018 р.).

## Історія
1846 року село Старий Животів Таращанського повіту Київської губернії, яке належало поміщиці Красовській, стало містечком.
На 1900 рік Якимівка у складі Староживотівської волості Таращанського повіту.
З 1923 у складі Плисківського району Бердичівської округи.
17 червня 1925 року Бугаївська, Ст.-Животівська, Нов.-Животівська і Якимівська сільради передані до Оратівського району Уманської округи.
1957 року Старий Животів приєднаний до Якимівки.

### Новітня історія
28 квітня 2015 року з Якимівки у зону бойових дій відправився автомобіль «УАЗ», придбаний місцевими підприємцями — був куплений і переобладнаний для бійців батальйону «Київська Русь». Діти на подвір'ї школи зустріли вояків та врочисто передали дарунок, освячений прот. Ярославом Мацюком.
12 червня 2020 року, відповідно розпорядження Кабінету Міністрів України № 707-р «Про визначення адміністративних центрів та затвердження територій територіальних громад Вінницької області», село увійшло до складу Оратівської селищної громади.
19 липня 2020 року, в результаті адміністративно-територіальної реформи та ліквідації Оратівського району, село увійшло до складу Вінницького району.

## Населення

### Мова
Розподіл населення за рідною мовою за даними перепису 2001 року:

## Населення

### Мова
Розподіл населення за рідною мовою за даними перепису 2001 року:
| Мова       | Кількість | Відсоток |
| ---------- | --------- | -------- |
| українська | 1327      | 99.85%   |
| російська  | 2         | 0.15%    |
| Усього     | 1329      | 100%     |

## Економіка
- Якимівський гранітний кар'єр[10]
- Олійниця ТОВ ТВФ «Наталка»

## Цікавий факт
У 1993 році в «Киевских ведомостях» опубліковано і передруковано іншими виданнями сенсаційне повідомлення про знахідку поблизу с. Якимівка Оратівського району величезного родовища алмазів. Ця інформація, на жаль, далека від реальності, оскільки через дрібні розміри і низький вміст алмазів у розсипах Українського щита вони не мають промислового значення. Хоча, в перспективі, можливість їх попутного видобутку при розробці титано-цирконієвих покладів не виключається[джерело?].

## Галерея

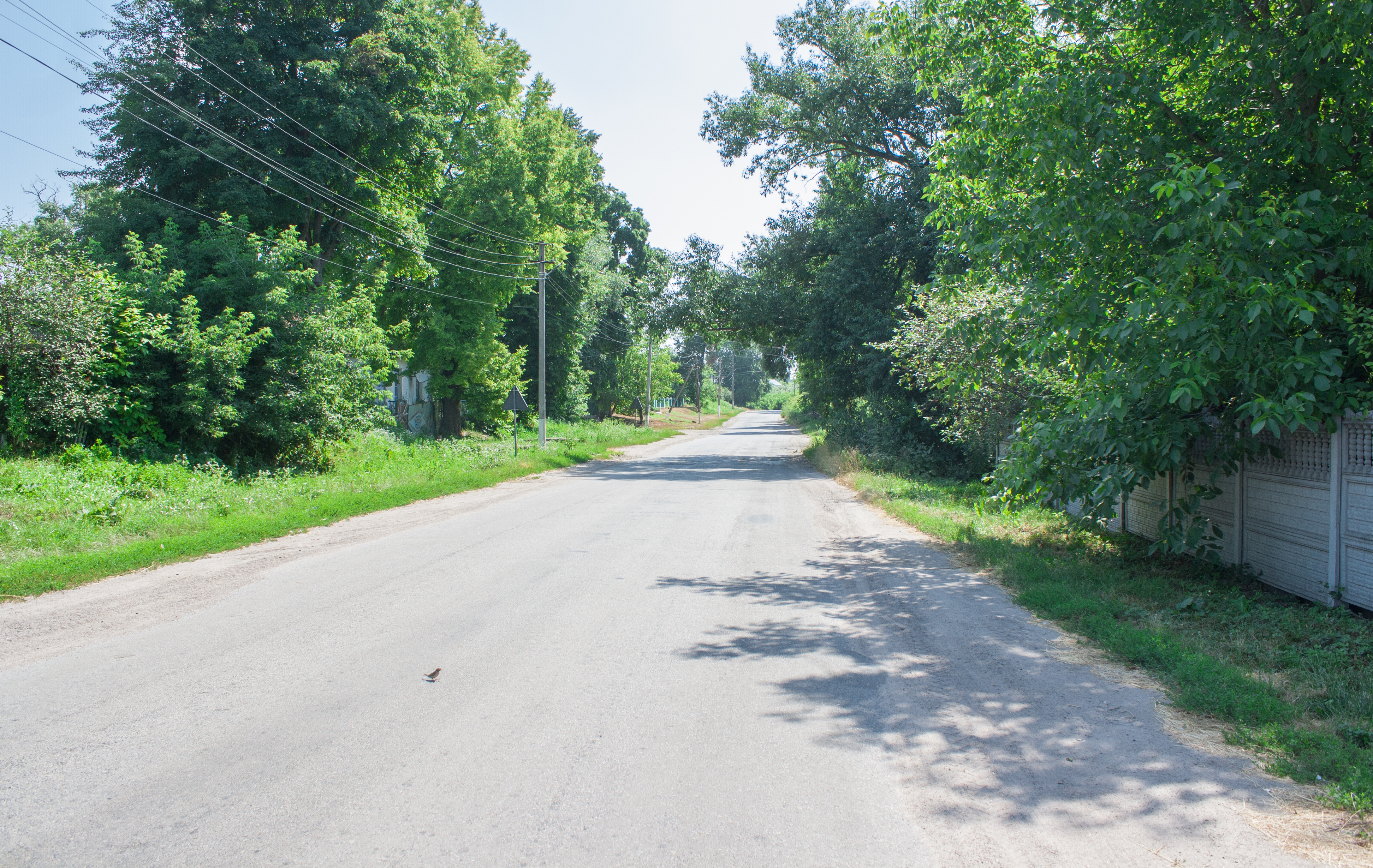
Вулиця Київська
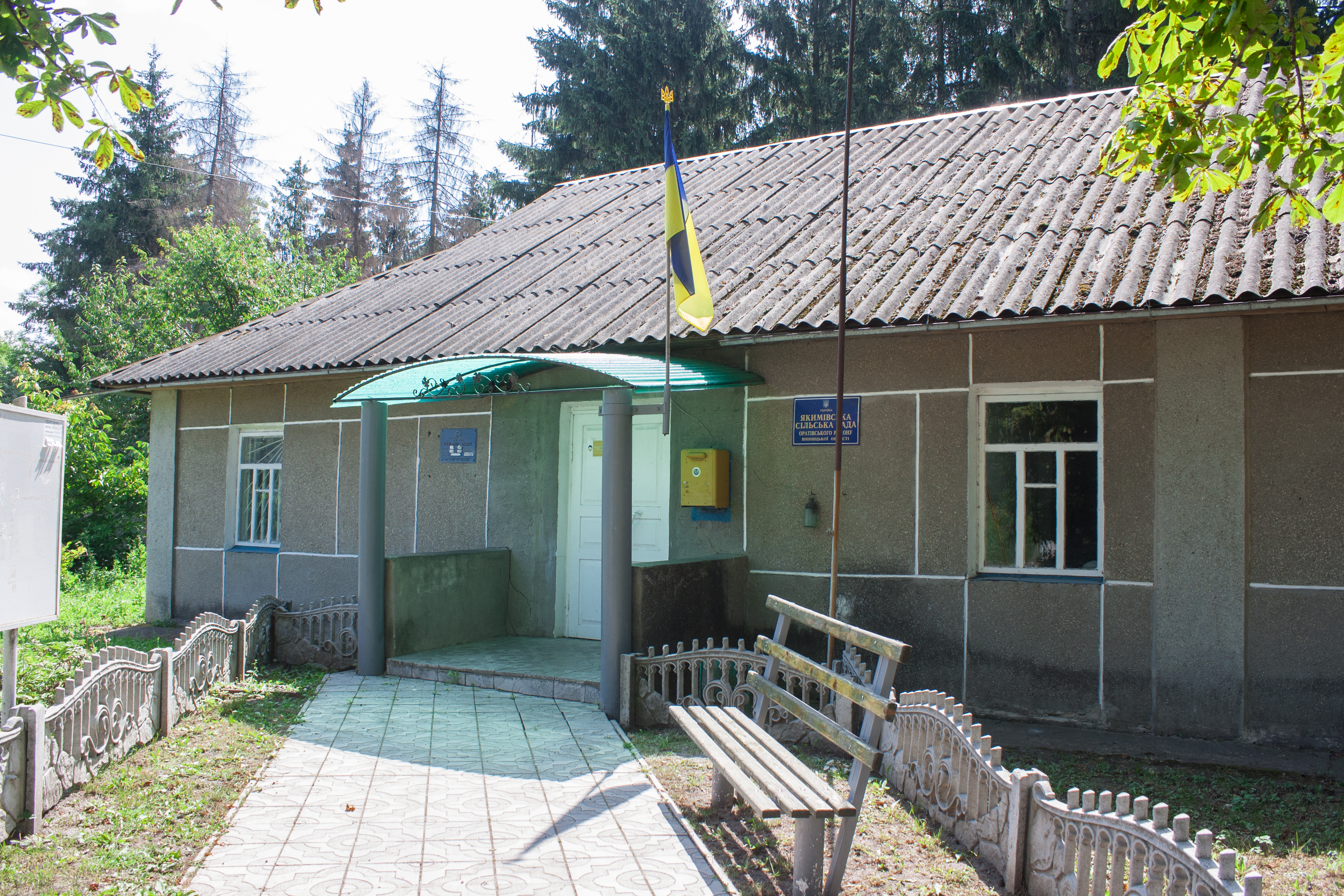
Сільська рада
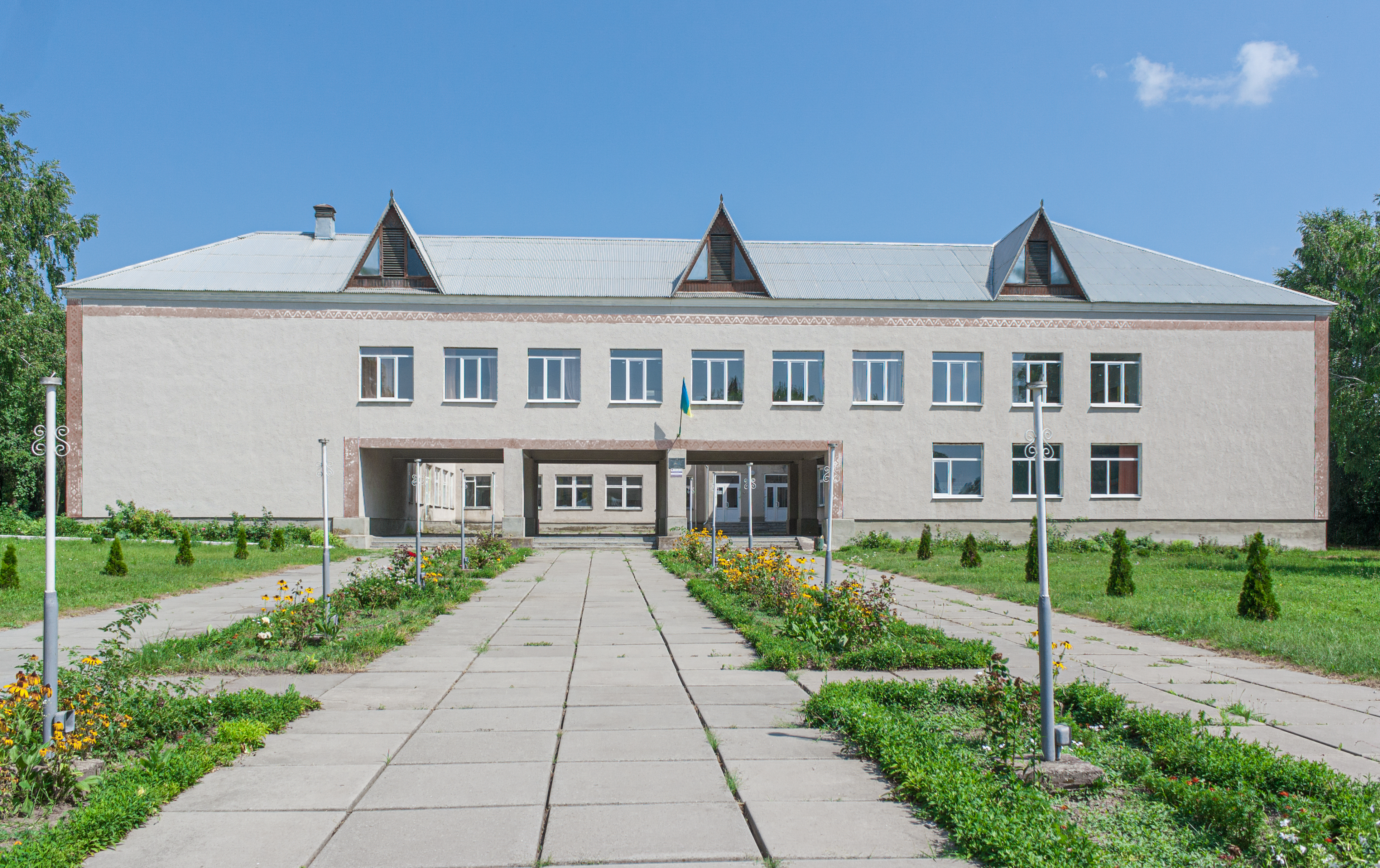
Школа
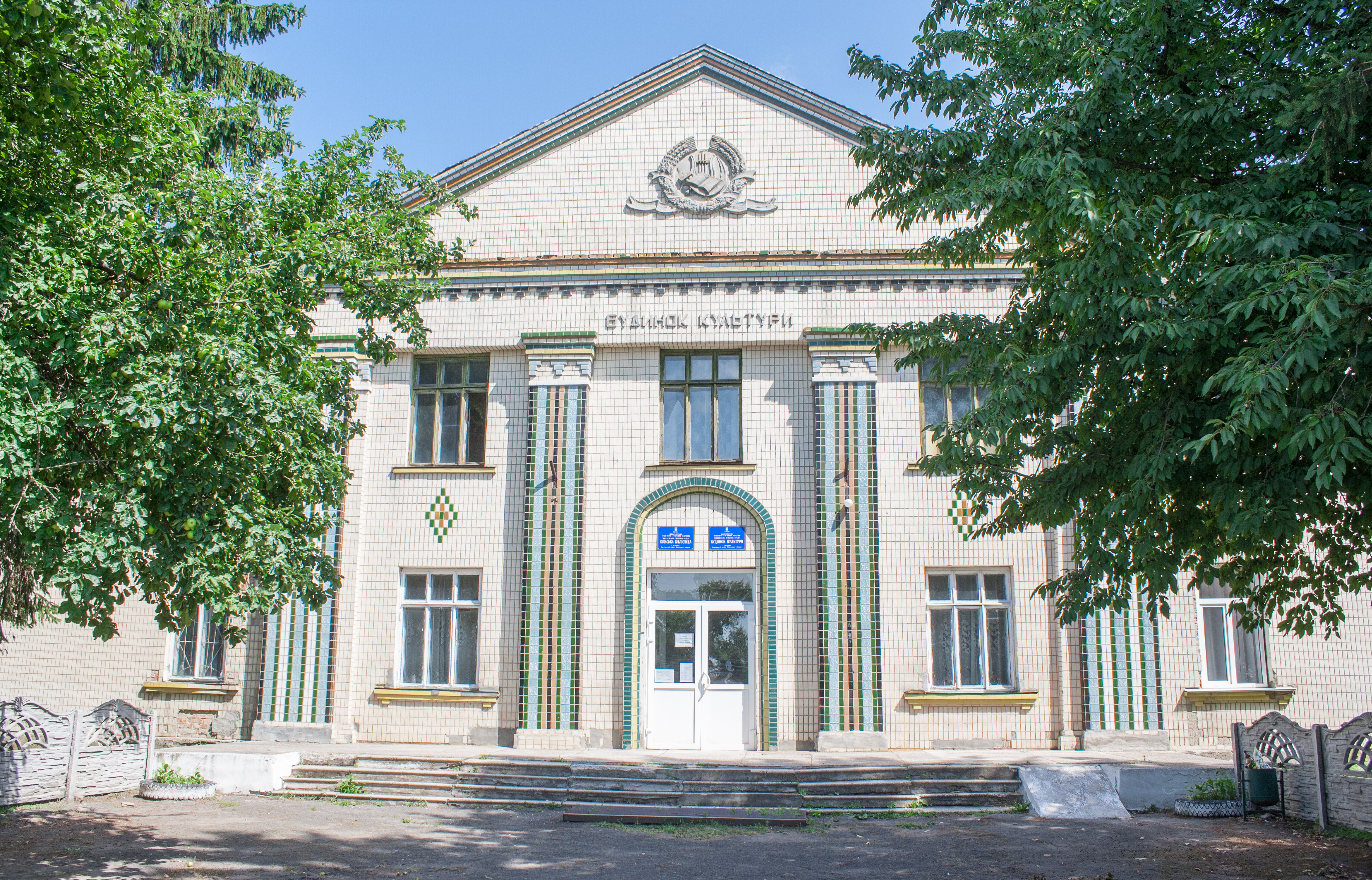
Будинок культури
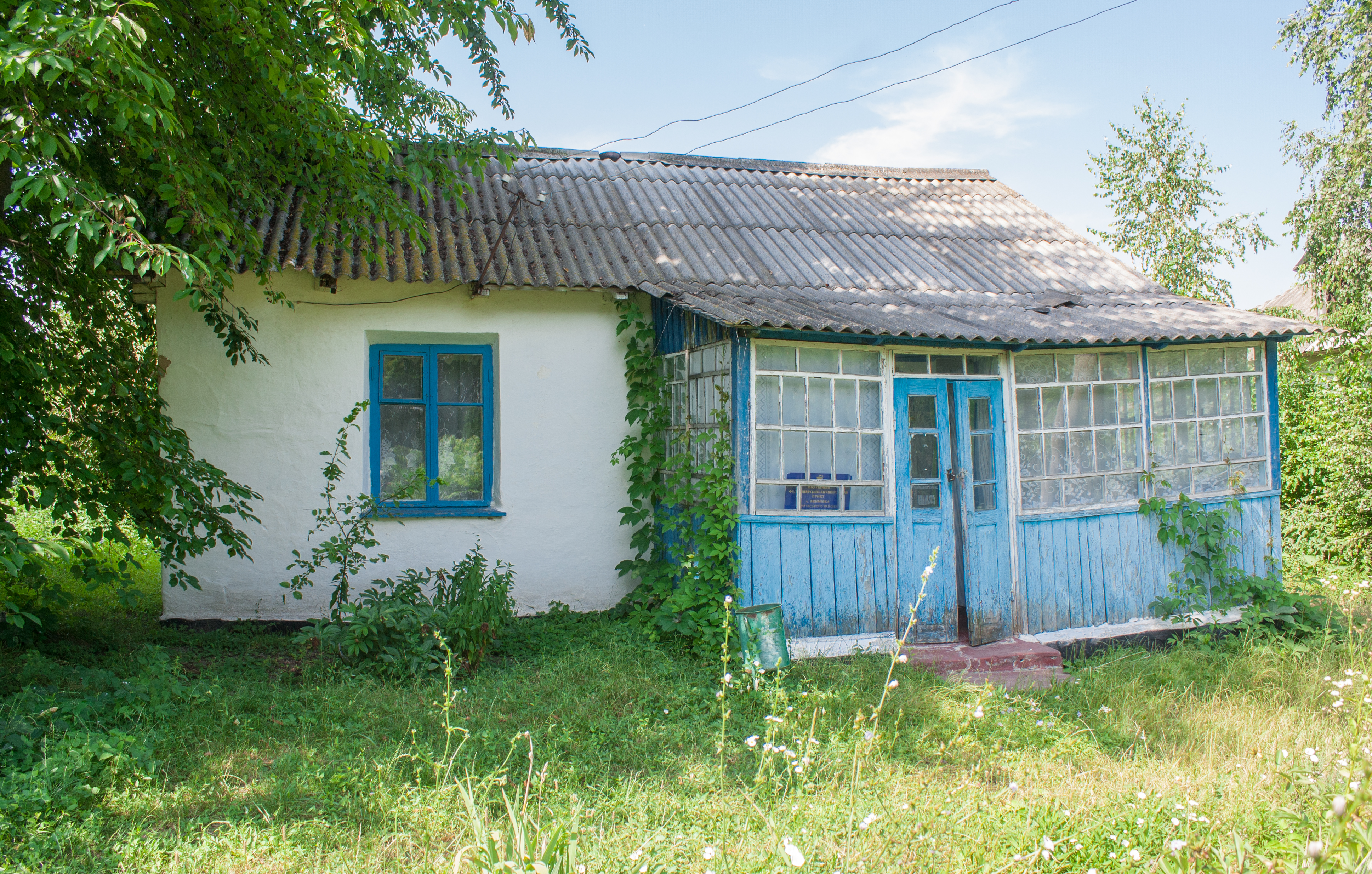
Фельдшерсько-акушерський пункт
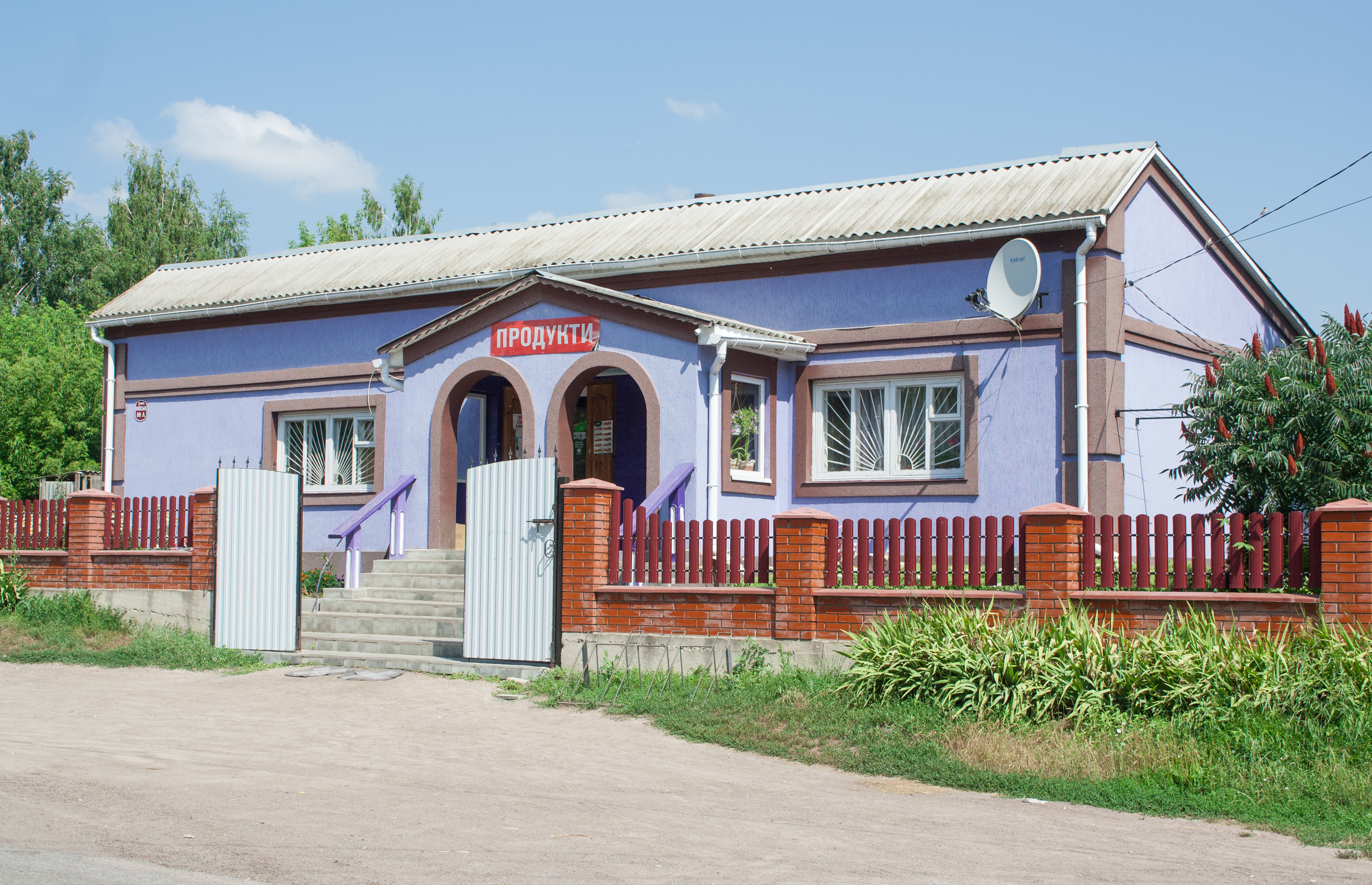
Магазин
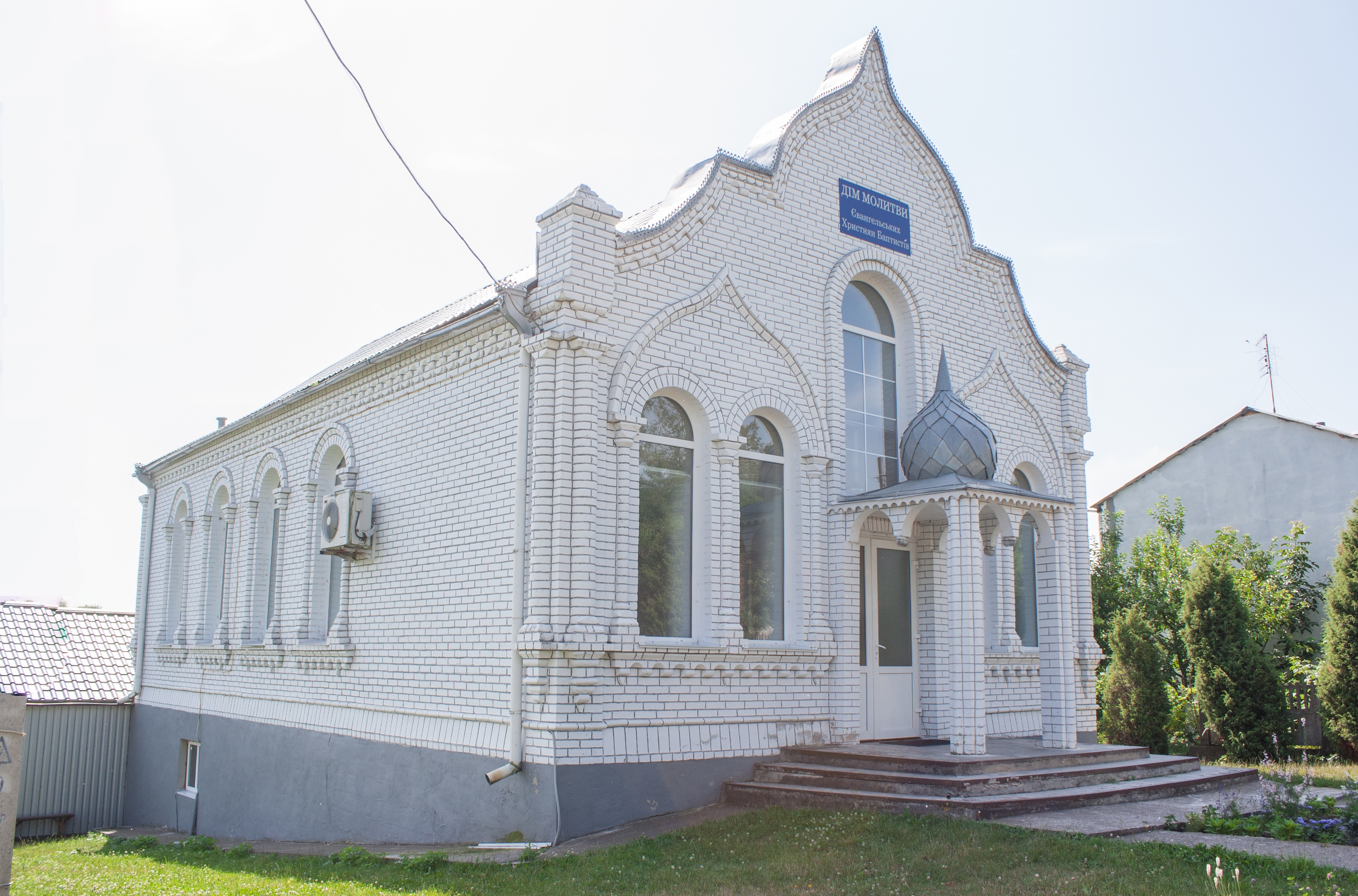
Дім молитви
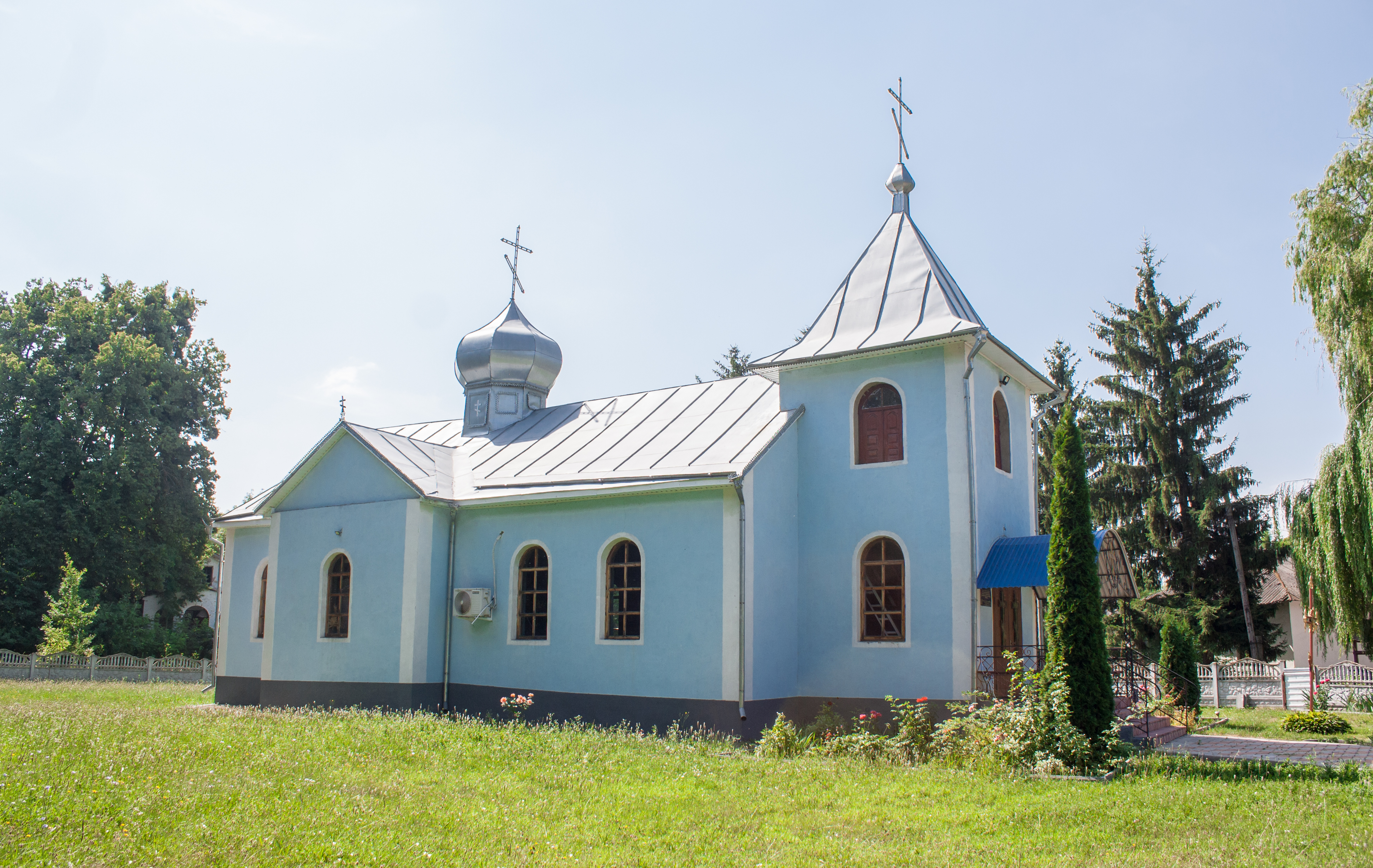
Церква
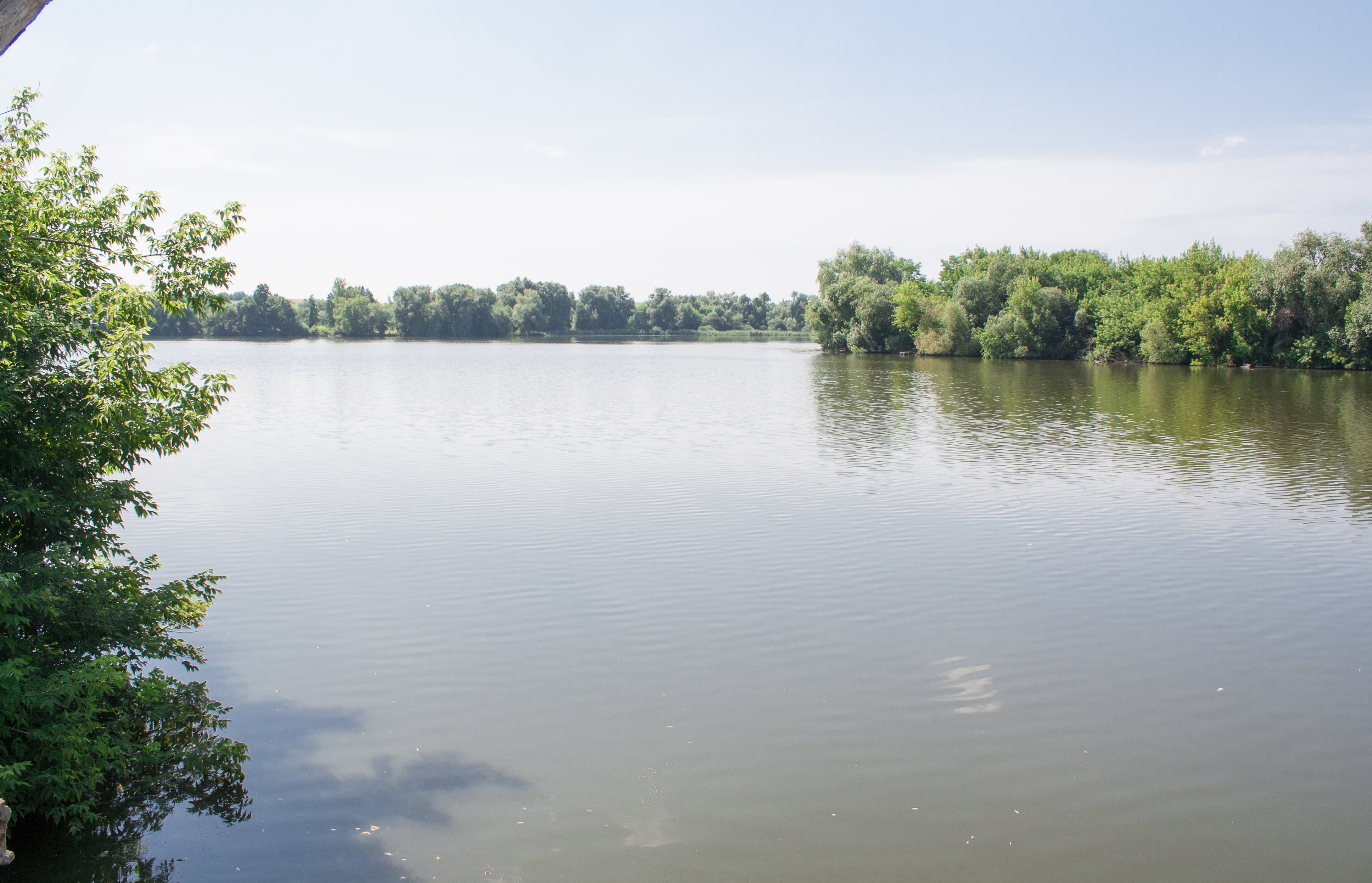
Ставок на річці Роська
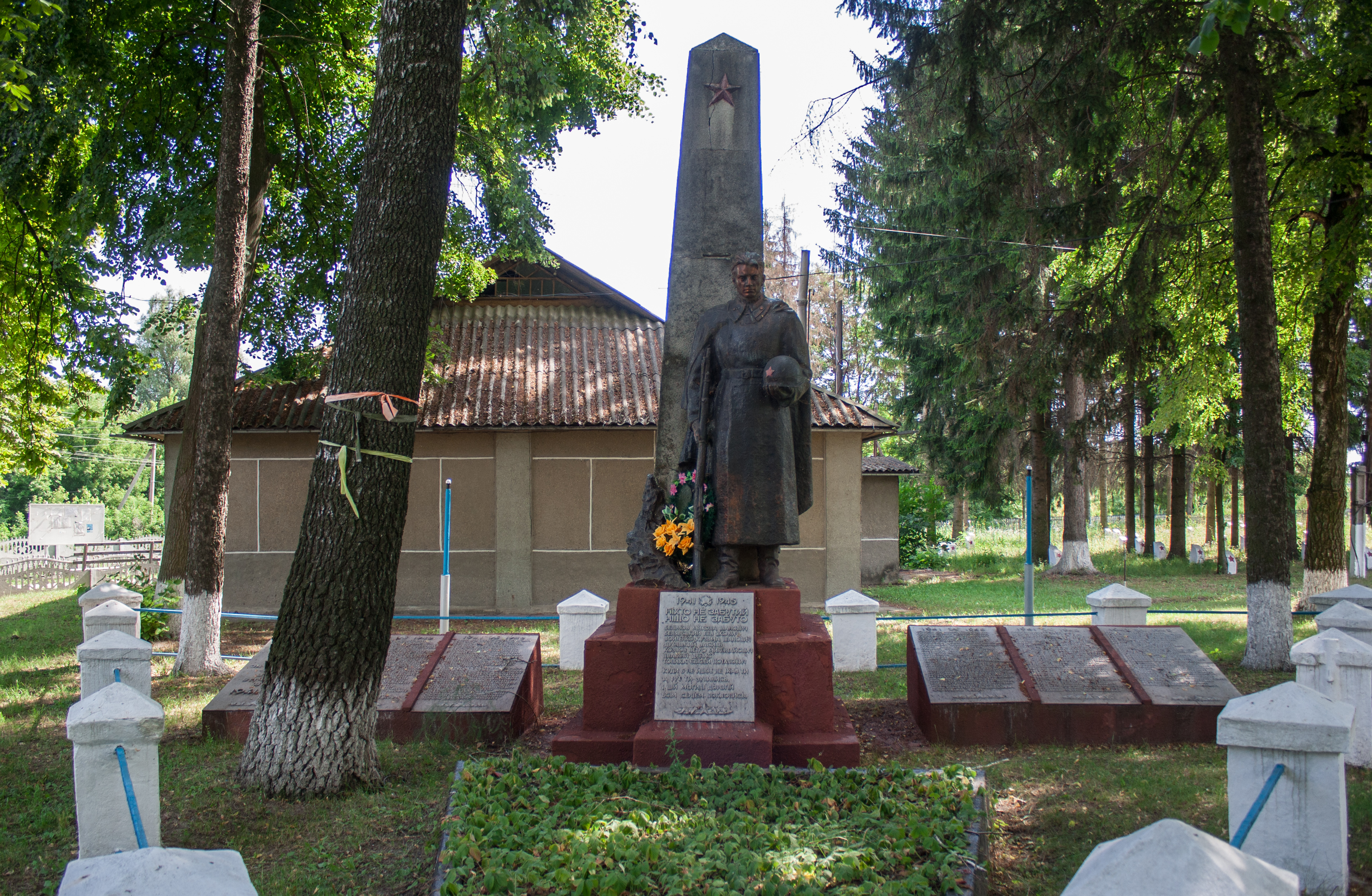
Братська могила радянських воїнів і пам'ятник воїнам-односельчанам
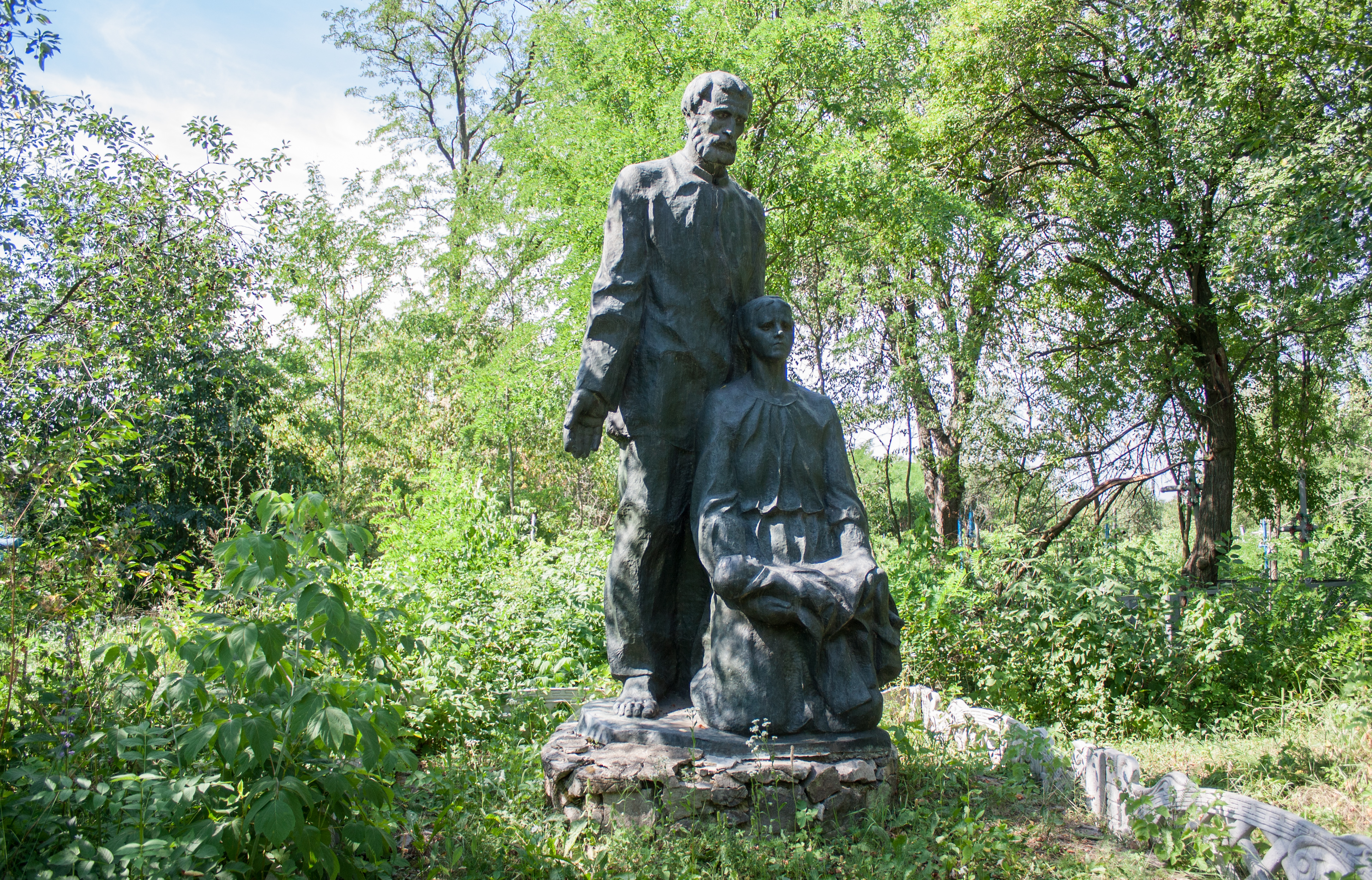
Пам'ятний знак жертвам Голодомору